# Vårdalstiftelsen
Vårdalstiftelsen (även kallad Stiftelsen för vård- och allergiforskning) bildades 1994 efter beslut av Sveriges riksdag och fick då 529 miljoner kronor av de avvecklade löntagarfonderna. Sedan dess har stiftelsen kunnat fördela runt 850 miljoner kronor i olika former av forskningsstöd.
Vårdalstiftelsen är en oberoende finansiär av tvärvetenskaplig och nyskapande forskning inom hälsovetenskapsområdet. Stiftelsens profilområden handlar bland annat om åldrandets utmaningar och barns och ungdomars hälsa.
Ordförande och ledamöter i stiftelsens styrelse utses av Sveriges regering.
Ordförande till och med 1 juli 2010 är Cecilia Schelin Seidegård, fil dr och landshövding Gotland.